# Avriel Kaplan
Avriel Benjamin "Avi" Kaplan (Visalia, California, Estados Unidos, 17 de abril de 1989) es un cantante y compositor estadounidense, más conocido por haber sido miembro del grupo vocal a capela Pentatonix. En mayo de 2017, anunció que deja la banda para dedicarse a una carrera de solista.
Ese mismo año, Kaplan hizo su debut en la música folk en Avriel & the Sequoias como vocalista y guitarrista. Su debut EP, Sage and Stone, fue lanzado el 9 de junio de 2017; dando inicio con su primer single "Fields and Piers".
Más tarde terminaría el proyecto y el 28 de febrero del 2020 lanzaría su segundo EP "Debut" en solitario esta vez bajo el nombre de Avi Kaplan y dando inicio a la era de su álbum con el primer single homónimo "I'll Get By".
Fue ganador de tres Grammys con Pentatonix.

## Comienzos
Avriel Benjamin Kaplan nació en Visalia, California, donde también se crio. Tiene un hermano y una hermana, la última es mánager de los tours de la banda que dejó.
Le encanta la música country y frecuentemente va al Parque nacional de las Secuoyas, el cual le da una gran inspiración para sus composiciones. Considera sus inspiraciones musicales más tempranas a Simon and Garfunkel, John Denver, Crosby, Stills, Nash & Young, y Bill Withers. Las inspiraciones más tardías Bon Iver, Ben Harper, y José González. Es judío asquenazí.

## Carrera
Antes de unirse a Pentatonix, Kaplan era ya un hombre instruido en la música a capela, igualmente en la ópera y el jazz.
Entró a Pentatonix en 2011, cuando el trío integrado por Kirstin Maldonado, Mitch Grassi y Scott Hoying buscaba un bajo y un beatboxer. El grupo le conoció un día antes de las audiciones para participar en la tercera temporada de The Sing Off. Exitosamente pasaron las audiciones y finalmente ganaron el título en 2011. Kaplan siguió siendo parte del grupo, pero aun así tuvo algunos proyectos en solitario.
Como miembro de Pentatonix, Kaplan ganó tres Grammy. El 8 de febrero de 2014, Pentatonix ganó su primer Grammy en la categoría "Arreglo Mejor que se dividía en dos secciones Instrumental o a cappella"  por su canción "Daft Punk Medley", un popurrí de canciones del dúo Daft Punk. Más tarde, el 15 de febrero de 2016, ganaron un segundo Grammy en la misma categoría, esta vez con “Dance of the Sugar Plum Fairy” de su álbum That’s Christmas to Me. y por último, el 12 de febrero de 2017, Pentatonix obtuvo su tercer Grammy por el "Mejor dúo de country" con la canción "Jolene", interpretada junto a Dolly Parton.
El 29 de abril de 2017, Kaplan presentó "Field And Piers", su primera canción como solista, bajo el nombre "Avriel & the Sequoias". Su álbum de debut, Sage and Stone, fue publicado el 9 de junio de 2017. En mayo de 2017, Kaplan anunció su salida de Pentatonix debido a la falta de tiempo al no poder ver a su familia.

## Discografía

### Avi Kaplan
- I'll get by (EP, 2020)

### Avriel & The Sequoias
- Sage and Stone (EP, 2017)

### Pentatonix
Véase Discografía de Pentatonix

### Como invitado.
- Home Free- Ring of Fire[9]
- Peter Hollens- Black Is The Color of My True Love's